# Jambojet
Jambojet — кенийская лоу-кост авиакомпания, начавшая свою операционную деятельность 1 апреля 2014 года. Является дочерней компанией Kenya Airways. Штаб-квартира авиакомпании расположена в городе Найроби.

## История
Вильям Александр Гондиус был назначен генеральным директором авиакомпании в сентябре 2013 года. Перед назначением Гондиус работал с 2012 года генеральным менеджером отделения KLM Royal Dutch Airlines для стран Восточной Африки со штаб-квартирой в Найроби. Авиакомпания сразу после создания пригласила на работу 24 сотрудников, наняла 20 пилотов с Kenya Airways, а также 30 членов экипажа из других авиакомпаний.
Операционная деятельность авиакомпании начались 1 апреля 2014 года. Управление гражданской авиации Кении уполномочило авиакомпанию Jambojet летать в Бурунди, Демократическую Республику Конго, Эфиопию, Мадагаскар, Майотту, Руанду, Сомали, Южный Судан, Танзанию, Уганду и на Коморские острова.

## Корпоративные отношения

### Собственники
Авиакомпания является дочерней компанией Kenya Airways. Капитал авиакомпании состоит из 5000 акций на каждого держателя с номинальной стоимостью 20 кенийских шиллингов за одну акцию.

### Бизнес-тенденции
Производительность и финансовые показатели Jambojet включены в рамках общего годового отчета компании Kenya Airways.
Доступные показатели для авиакомпании Jambojet показаны в таблице ниже - до марта 2017 года, каждый финансовый год оканчивался 31 марта; в марте 2017 года изменены правила учета и финансовый год начал заканчиваться 31 декабря.
|                                         | 2014 | 2015 | 2016 | Март 2017 (12m) | Декабрь 2017 (9m) | 2018 |
| --------------------------------------- | ---- | ---- | ---- | --------------- | ----------------- | ---- |
| Оборот (миллиардов кенийских шиллингов) | 0    | 2.61 | 3.44 | 3.75            | 2.64              | 4.99 |
| Выручка (млн кенийских шиллингов)       | −118 | −287 | 126  | −25             | −101              | 77   |
| Число сотрудников                       | n/a  | 29   | 35   | 54              | 85                |      |
| Количество пассажиров (млн)             | 0    | 0.48 | 0.57 | 0.59            | 0.43              |      |
| Загрузка (%)                            | 0    | 92   |      |                 |                   |      |
| Число самолетов (на конец года)         | 2    | 4    | 4    | 4               | 5                 | 5    |

## Маршрутная сеть
Jambojet обслуживает 6 внутренних маршрутов в Кении, а также 2 международных маршрута по состоянию на ноябрь 2019 года.
Jambojet приостановила полеты в Энтеббе и Кигали в августе 2020 года в связи с распространением пандемии COVID-19.
По состоянию на октябрь 2020 года Jambojet открыл прямой рейс из Момбасы в Кисуму, летающий четыре раза в неделю, а с 2021 года — ежедневно.

## Флот
По состоянию на конец 2019 года Jambojet имел следующий флот воздушных судов:

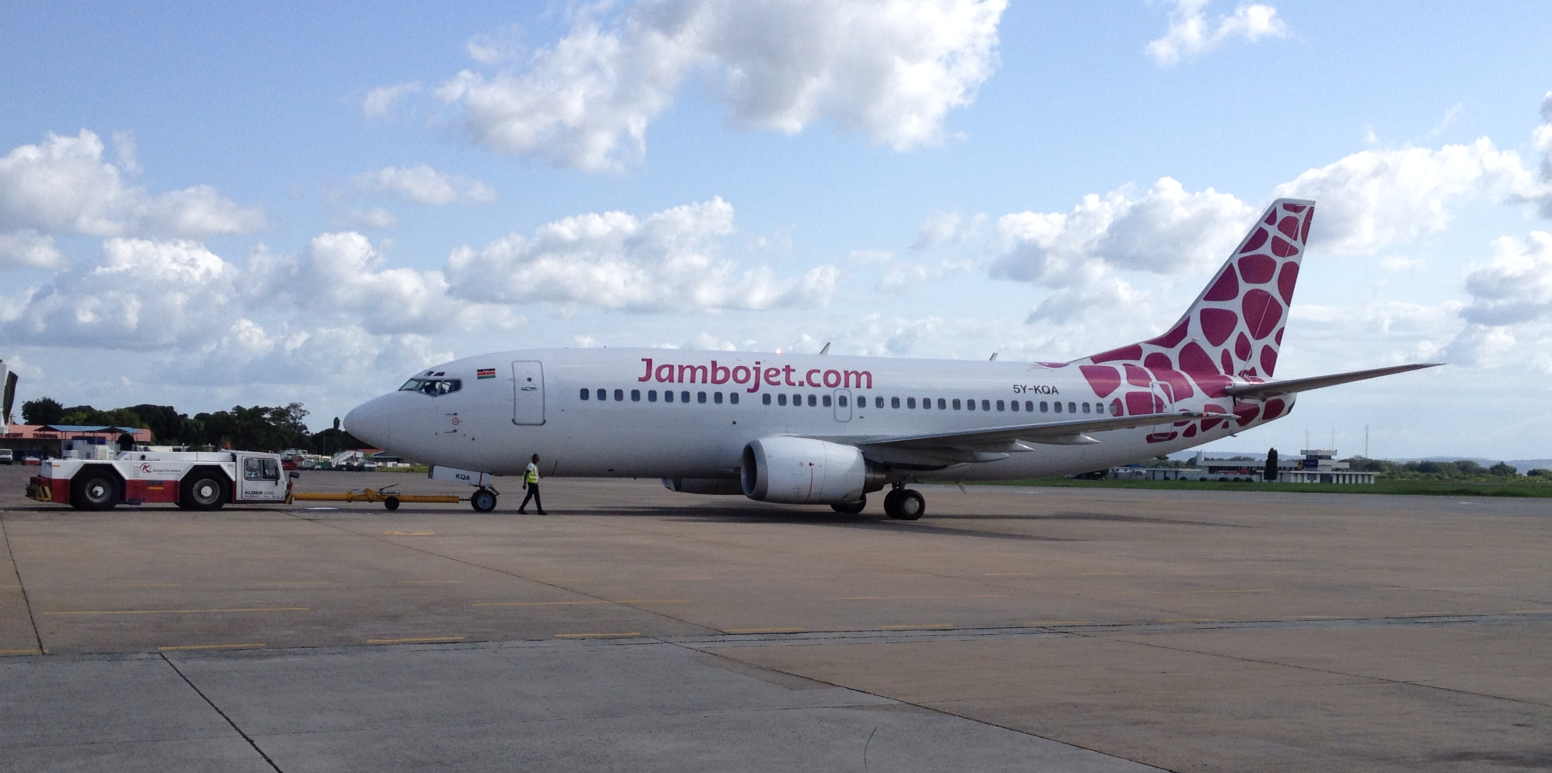
Jambojet Boeing 737-300 в аэропорту Момбасы в 2014 году